# 김방울
김방울은 아이스크림 홈런의 콘텐츠에 등장하는 가공의 인물 중 한 명이다.

## 성격 및 특징
우리끼리 공감툰, 스쿨라이프에서는 아미이며, 발랄하고 똑똑한 편이다. 또한 방울방울TV라는 유튜브 채널을 운영하고 있으며 A형, 황소자리이다. 장래희망은 유튜버이다. 고빙빙과 연인관계이다.

## 생김새
빨간 사각 뿔테 안경을 쓴다. 머리는 보라색이고 양갈래로 묶여 있다.
뚜루스토리에서는 하얀바탕에 분홍색 별이 그려져 있고 소매는 분홍색인 원피스를 입고 있는게 대부분이지만 다른 옷을 입을때도 꽤 있다.
스쿨라이프에서는 베이지색 긴팔 블라우스에 붉은색 치마를 입고있지만 다른 옷을 입을 때도 가끔 있다.